# Col du Midi
Ne pas confondre avec le col du Midi des Grands situé au pied de l'aiguille du Tour, également dans le massif du Mont-Blanc.
Le col du Midi est un col de France situé dans le massif du Mont-Blanc, au pied de l'aiguille du Midi et au nord-est du mont Blanc. Il forme un plateau englacé à plus de 3 500 mètres d'altitude, en amont de la Vallée Blanche et dominant le glacier des Bossons. Il tire son nom de l'aiguille du Midi toute proche.

## Géographie

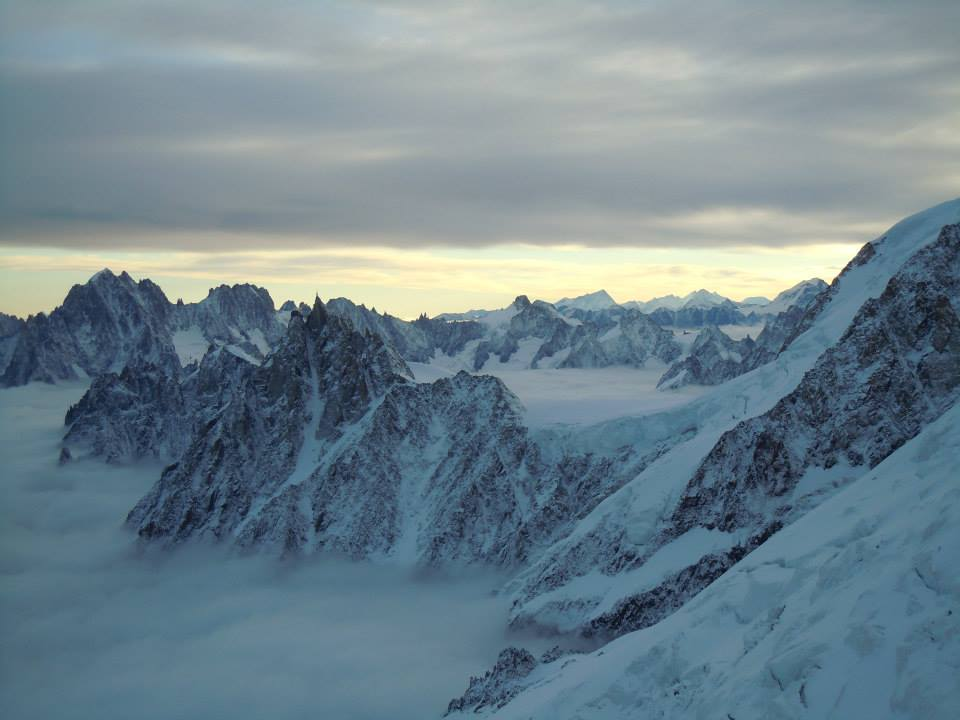
Vue depuis l'aiguille du Goûter au sud-ouest du col du Midi (centre-droit de l'image) dont la falaise de glace est bien visible ; l'aiguille du Midi est situé dans le centre-gauche de l'image, le glacier des Bossons sous la mer de nuages.

Le col du Midi est situé dans le Sud-Est de la France et de la Haute-Savoie, au cœur du massif du Mont-Blanc. Il est dominé par l'arête des Cosmiques et l'aiguille du Midi au nord et le mont Blanc du Tacul au sud, ouvert sur la Vallée Blanche à l'est-nord-est et la vallée de Chamonix au-dessus du glacier des Bossons au nord-ouest ; le mont Blanc est situé plus loin en direction du sud-ouest et non visible depuis le col.
Le col est totalement englacé, formant un plateau s'élevant autour de 3 500 mètres d'altitude avec un ensellement situé à 3 518 mètres d'altitude. Les quelques glaces qui y débouchent depuis l'ubac du mont Blanc du Tacul diffluent pour d'une part alimenter en partie la Vallée Blanche et d'autre part donner naissance à un court glacier suspendu dont la falaise de glace alimente en partie le glacier des Bossons situé quelques centaines de mètres en contrebas.

## Alpinisme
Les alpinistes qui transitent dans le secteur peuvent y bivouaquer dans des trous à neige au pied de l'arête des Cosmiques, les rochers qui supportent le refuge du même nom. Pour les alpinistes, le col est facile d'accès depuis l'aiguille du Midi en passant à ski par le haut de la Vallée Blanche au pied de l'adret de l'aiguille. Il peut constituer une étape dans la traversée de la Vallée Blanche et du glacier du Géant via le col du Gros Rognon en direction de la pointe Helbronner au sud-est, à la frontière italienne.

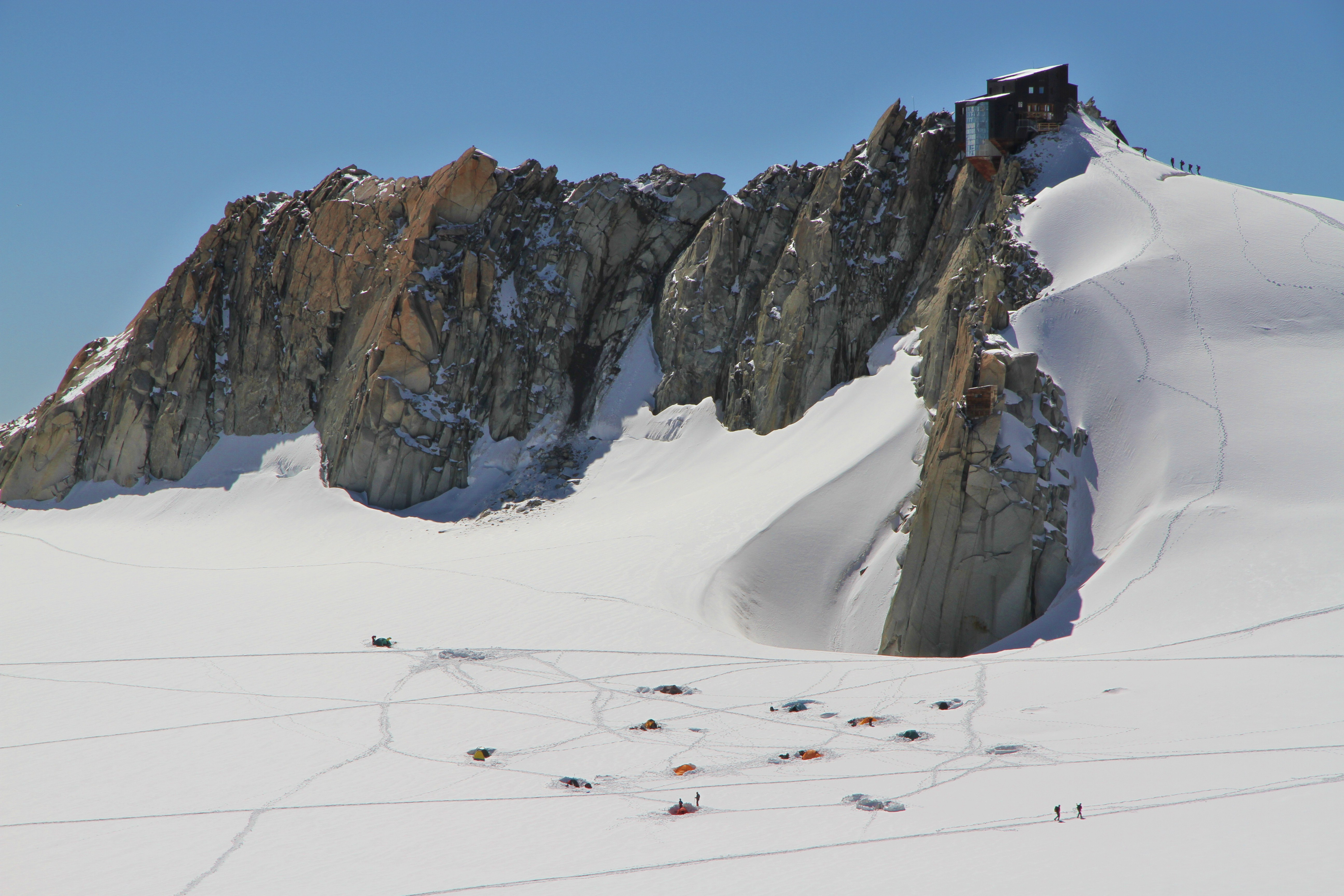
Bivouac au col du Midi au pied du refuge des Cosmiques.

## Histoire
Le col du Midi a fait l'objet de différents projets de développement d'infrastructures touristiques. Ainsi, dès le début du XXe siècle et dans le cadre de la construction du premier téléphérique de l'Aiguille du Midi, un promoteur immobilier y projette la construction d'une véritable station de sports d'hiver en modèle réduit avec hôtel, restaurant et pistes de luge équipée d'une remontée mécanique adaptée, un « funiculaire pour luges ». Les difficultés techniques, les retards de construction et les aléas de l'Histoire ne permettront pas à ce projet de voir le jour au col du Midi.
L'arrivée du téléphérique actuel au sommet de l'aiguille du Midi en 1955 amène les premiers touristes à profiter du panorama offert mais également des sportifs désireux de pratiquer le ski d'été sur les vastes étendues de neige qu'offre ce secteur du massif du Mont-Blanc. Un guide italien installe alors sous le sommet de l'aiguille et non loin du col un téléski de 750 mètres de longueur entre 3 530 et 3 680 mètres d'altitude et desservant une unique piste. Les difficultés d'accès depuis le téléphérique et la dangerosité des lieux mettront rapidement un terme à cette expérience. Cependant, la remontée mécanique est déplacée sur le glacier du Géant, non loin de la frontière italienne, et sera accompagneé d'autres téléskis qui fonctionneront jusque dans les années 1990.